# Bernhard Bleeker
Josef Bernhard Maria Bleeker, född 26 juli 1881 i Münster i Westfalen, död 11 mars 1968 i München, var en tysk skulptör.

## Biografi
Bernard Bleeker utbildade sig vid Konstakademien i München från år 1900 för Wilhelm von Rümann. Han inspirerades i sin konstnärliga verksamhet av skulptören Adolf von Hildebrand.
Medlem av NSDAP 1932. 
Medverkade 1937, 1940 och 1941 på Große Deutsche Kunstausstellung i Haus der Deutschen Kunst i München.
Det konstnärliga arkivet efter Bernhard Blücher finns i Deutsches Kunstarchiv i Germanisches Nationalmuseum.

## Fotogalleri

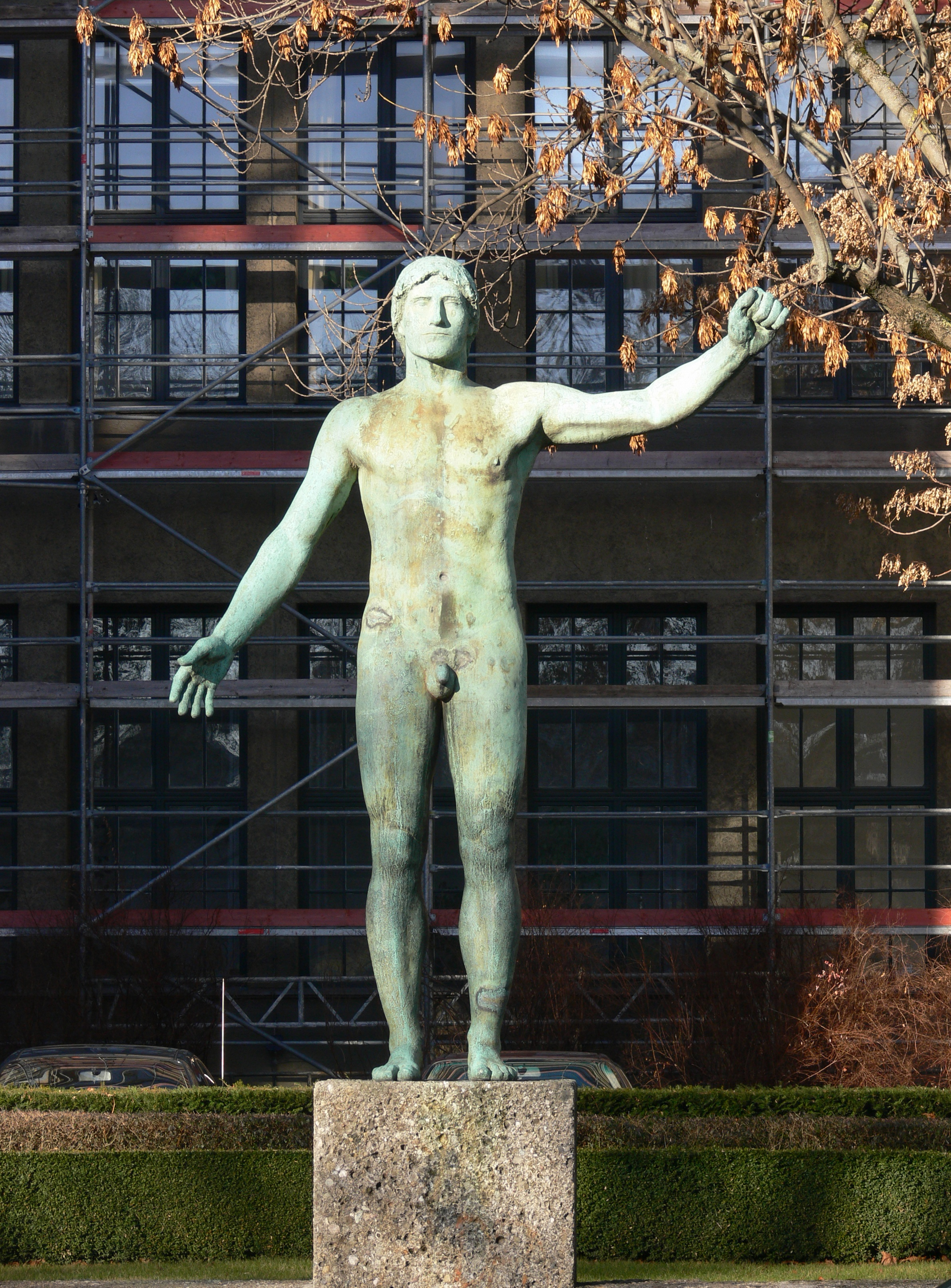
Rossebändiger, brons, 1931, Skulpturenpark Pinakotheken i München (här utan häst)
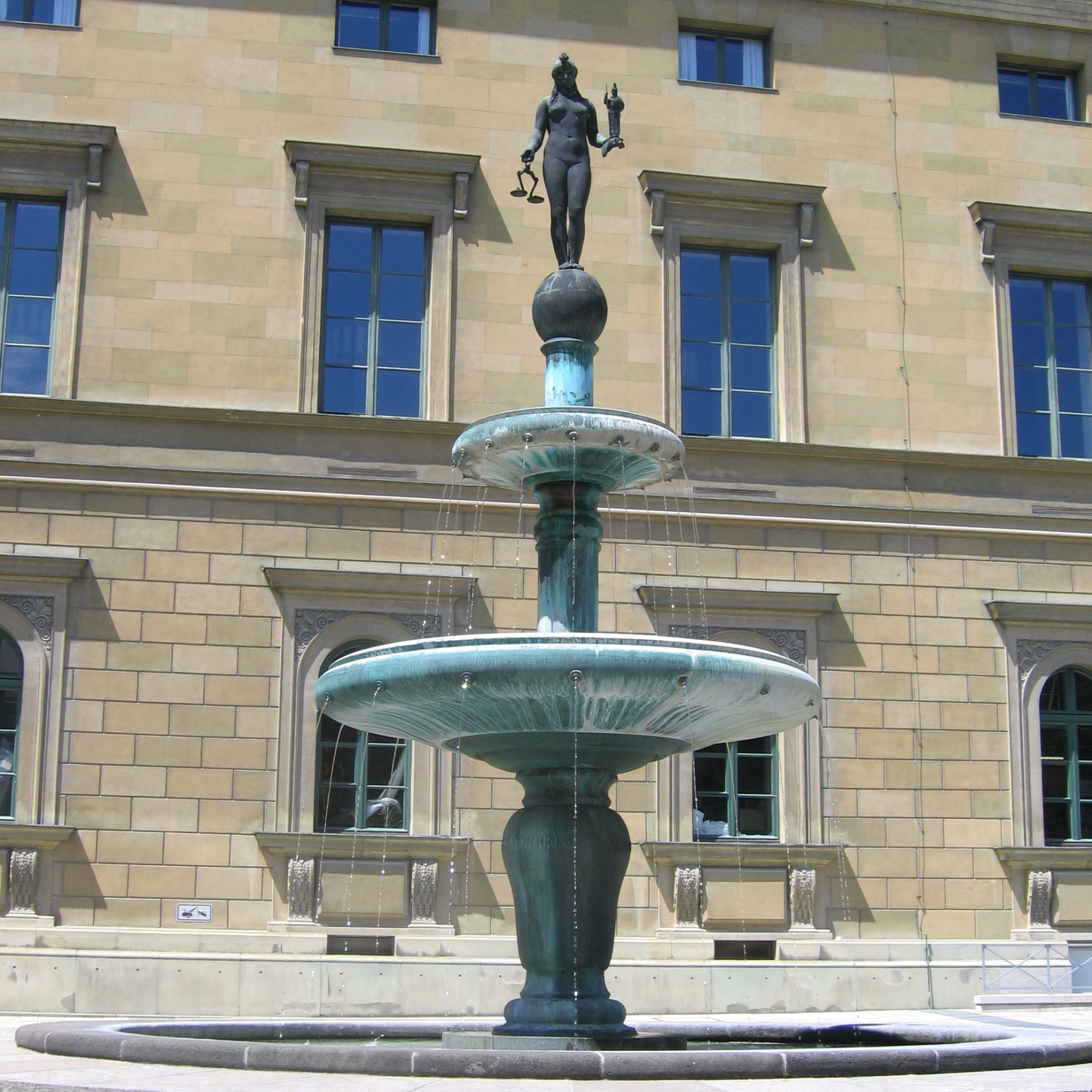
Kronprinz-Rupprecht-Brunnen i Residenz i München, 1961
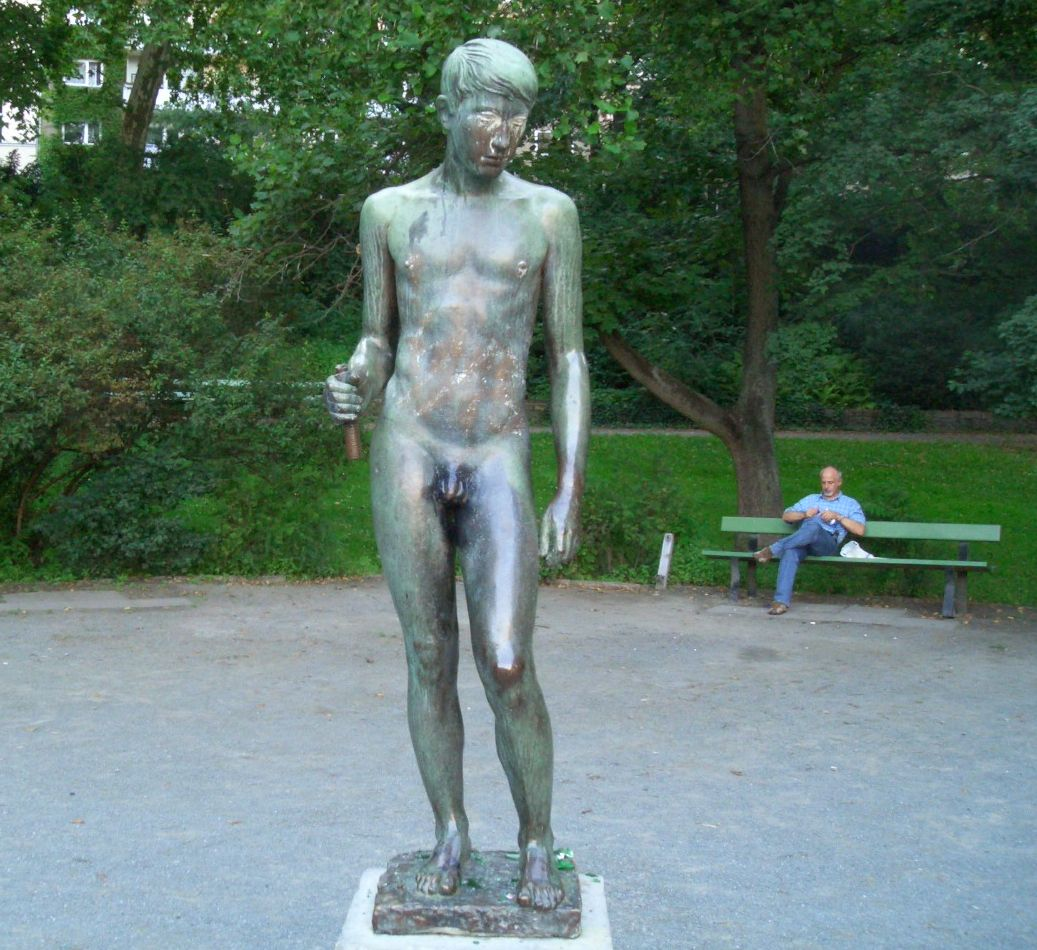
Jüngling / Yngling, 1940, i Lietzensee park, Berlin. Med på Große Deutsche Kunstausstellung 1940. Den har haft ett spjut som nu är borttaget.